# Процик Людмила Григорівна
Людми́ла Григо́рівна Про́цик (* 1955) — відмінник освіти України (1987), учитель-методист (1998), заслужений вчитель України (2007).

## Життєпис
Народилася 1955 року в смт Підбуж  Дрогобицького району. Закінчила філологічний факультет Київського педагогічного інституту ім. О. М. Горького.
Працює учителем української мови та літератури — в Іванківській ЗОШ № 1 та Іванківському районному ліцеї.
Серед її учнів — призери та переможці ІІІ-го й IV-го етапів Всеукраїнської олімпіади з української мови та літератури, конкурсу «Вірю в майбутнє твоє, Україно!», Міжнародного конкурсу з української мови ім. Петра Яцика (протягом 2002—2007 років), конкурсу-захисту науково-дослідних робіт учнів—членів Малії академії наук України.
Протягом багатьох років очолює методичне об'єднання вчителів української мови та літератури. Методичні розробки уроків занесено до анотованого каталогу обласної виставки «Освіта Київщини». Її досвід роботи висвітлювався на сторінках «Педагогічної скарбниці Київщини». Кабінет, яким завідує Людмила Процик, став переможцем районного конкурсу «Кращий навчальний кабінет». Є ректоркою районного університету майбутнього вчителя, член методичної ради. Переможниця конкурсу «Наша сучасниця» газети «Київська правда».
Делегат IV-го з'їзду працівників народної освіти (1988).